# Kostel svatého Jana Křtitele (Stebno)
Kostel sv. Jana Křtitele ve Stebně je římskokatolický kostel zasvěcený svatému Janu Křtiteli. Nachází se na mírné vyvýšenině uprostřed návsi. Jeho stávající podoba je barokní, s velkou pravděpodobností obsahuje rovněž gotické architektonické prvky z původního kostela. Jedná se o objekt, památkově chráněný od roku 1964.

## Historie a stavební vývoj

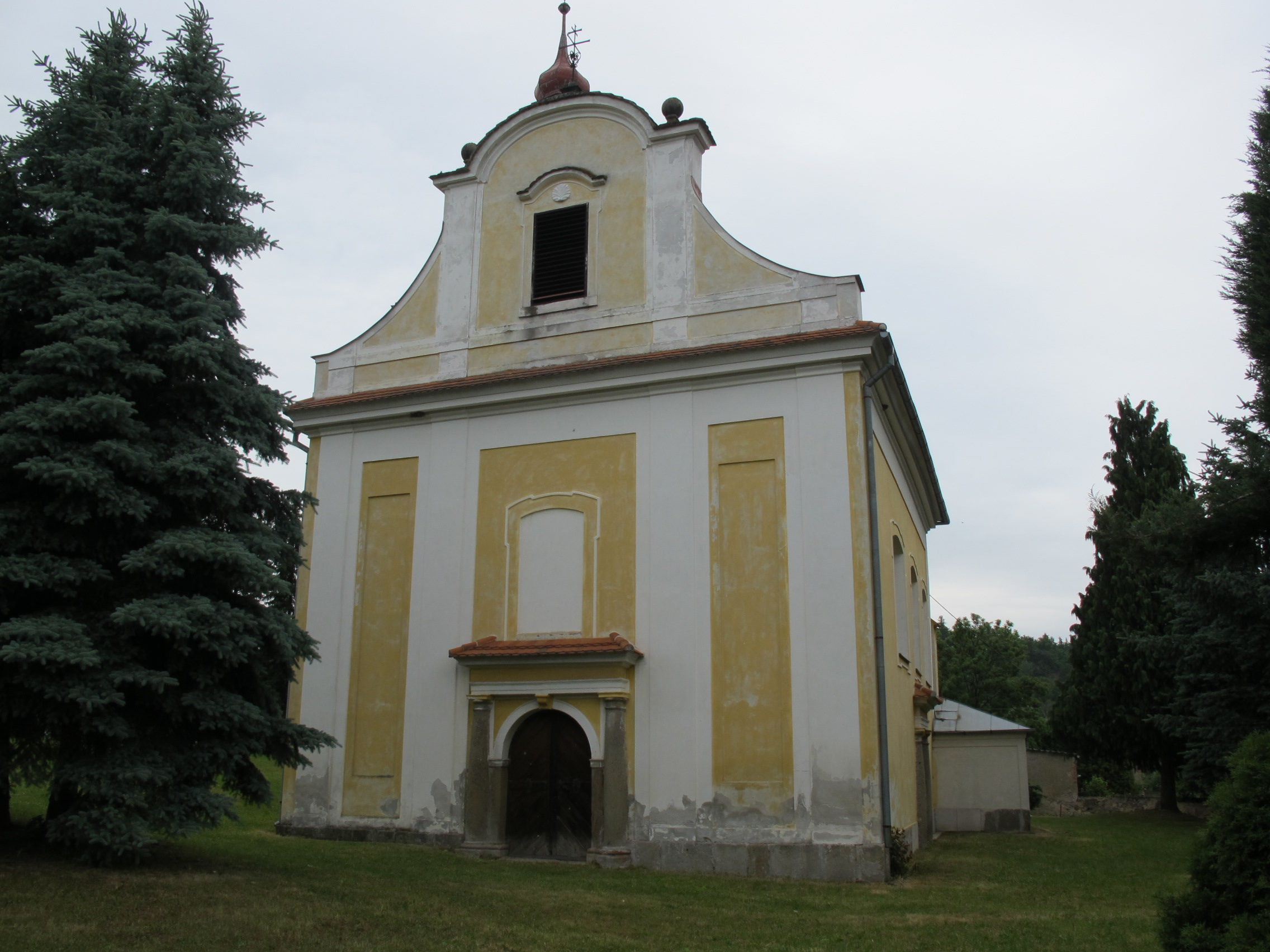
Západní průčelí

První písemná zmínka o kostele se datuje k roku 1337, kdy se zde uvádí farář Jan. Stavebníky kostela byli příslušníci rytířské rodiny, která se psala podle vesnice. Stebenští měli ve vsi majetky nejméně od roku 1239 do roku 1380, kdy měli ke kostelu patronátní právo. Později bylo Stebno připojeno k Petrohradu, čímž získali patronátní právo ke stebenskému kostelu jeho majitelé, kterými byli postupně páni z Janovic, z Gutštejna a Černínové z Chudenic. Za Černínů, během třicetileté války, byla farnost Stebno zrušena a kostel přifařen k Jesenici. Roku 1786 se pro Stebno stala farním kostelem Svatá Anna v Malměřicích. V roce 1790 se Stebno opět osamostatnilo. Prvním farářem se stal Modestus Gut.

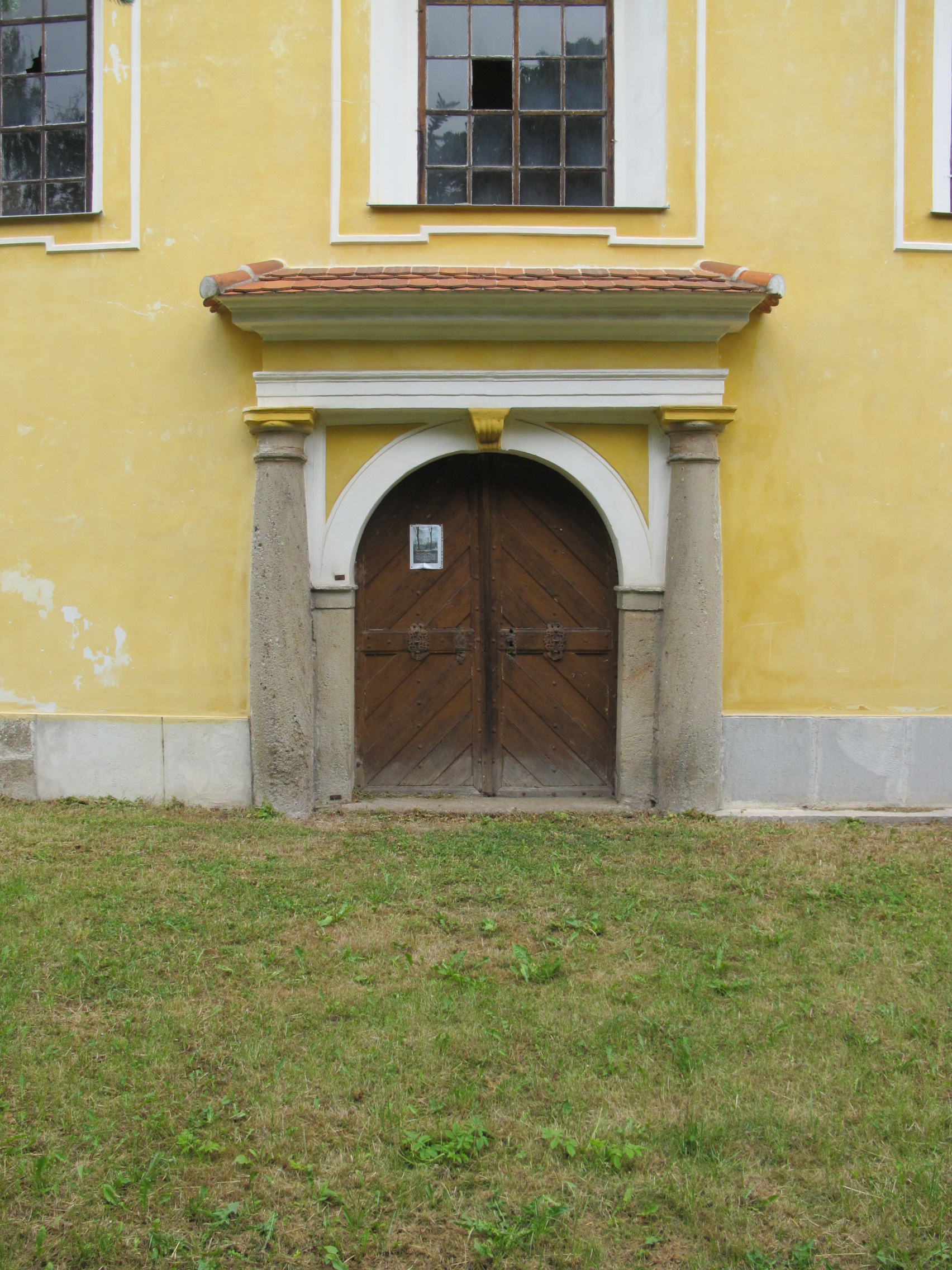
Jižní portál

Z určitých indicií lze usuzovat, že některé části kostela jsou středověkého původu. Především to je půdorys presbytáře, který je totožný s gotickými presbytáři kostelů v Černochově, Počedělicích a Nepomyšli. Opěrné pilíře presbytáře, charakteristické pro gotické stavby, vykazují na některých místech kvádry armování. Stratigrafie zdiva rovněž jednoznačně prokazuje, že presbytář je starší než věž. Středověkému kostelu může náležet i oltářní menza. Dochované zdivo kostela presbytáře a lodi vzhledem k absenci směrodatných architektonických článků nedovoluje bližší dataci zbytků starší stavby. Mohla vzniknout jak v 15. či 16. století, tak v období vrcholné gotiky.
V roce 1650 postihl Stebno požár, při němž měl být značně poškozen i kostel. Do roku 1656 proběhla jeho rekonstrukce. Při ní byla postavena věž, jak bylo zjištěno dendrochronologickým rozborem použitého dřeva. K dalším úpravám došlo v roce 1732.
V červnu 2021 poničila Stebno silná bouře, která poničila střechu věže kostela. Během následujícího roku došlo k její opravě.

## Architektura
Kompozice orientovaného kostel je složena z obdélné lodi, polygonálního presbytáře s opěráky, hranolové věže na severu a obdélné sakristie. Zdivo kostela je tvořeno lomovým kamenem, místy doplněným cihlami. Do lodi vedou od jihu a západu půlkruhové portály s polosloupy. Loď je zaklenutá půlkruhovou valenou klenbou s lunetami a je osvětlena pěti segmentovými okny. Kryje ji sedlová střecha. Rovněž presbytář je sklenutý valenou klenbou s konchou. Má čtyři okna tvarem identická s těmi v lodi. Věž má dvě patra. Přízemí je zaklenuté valenou klenbou, osvětluje je čtveřice oken. Druhé patro je opatřeno čtyřmi segmentovými okny. Západní průčelí kostela je zdobené štítem nad korunní římsou, zakončeným segmentovým obloukem. V jeho středu je okenní otvor.

## Vybavení
V kostele se nachází renesanční kamenná křtitelnice z roku 1593 s erby manželů Zikuny z Gutštejna a Jaroslava Libštejnského z Kolovrat. V západní části lodi je dřevěná kruchta se zbytkem varhan. Varhany z roku 1773, později několikrát přestavované a opravované, jsou devastované, stejně jako interiér kostela. Z rokokového oltáře se dochovala jen architektura.

## Galerie

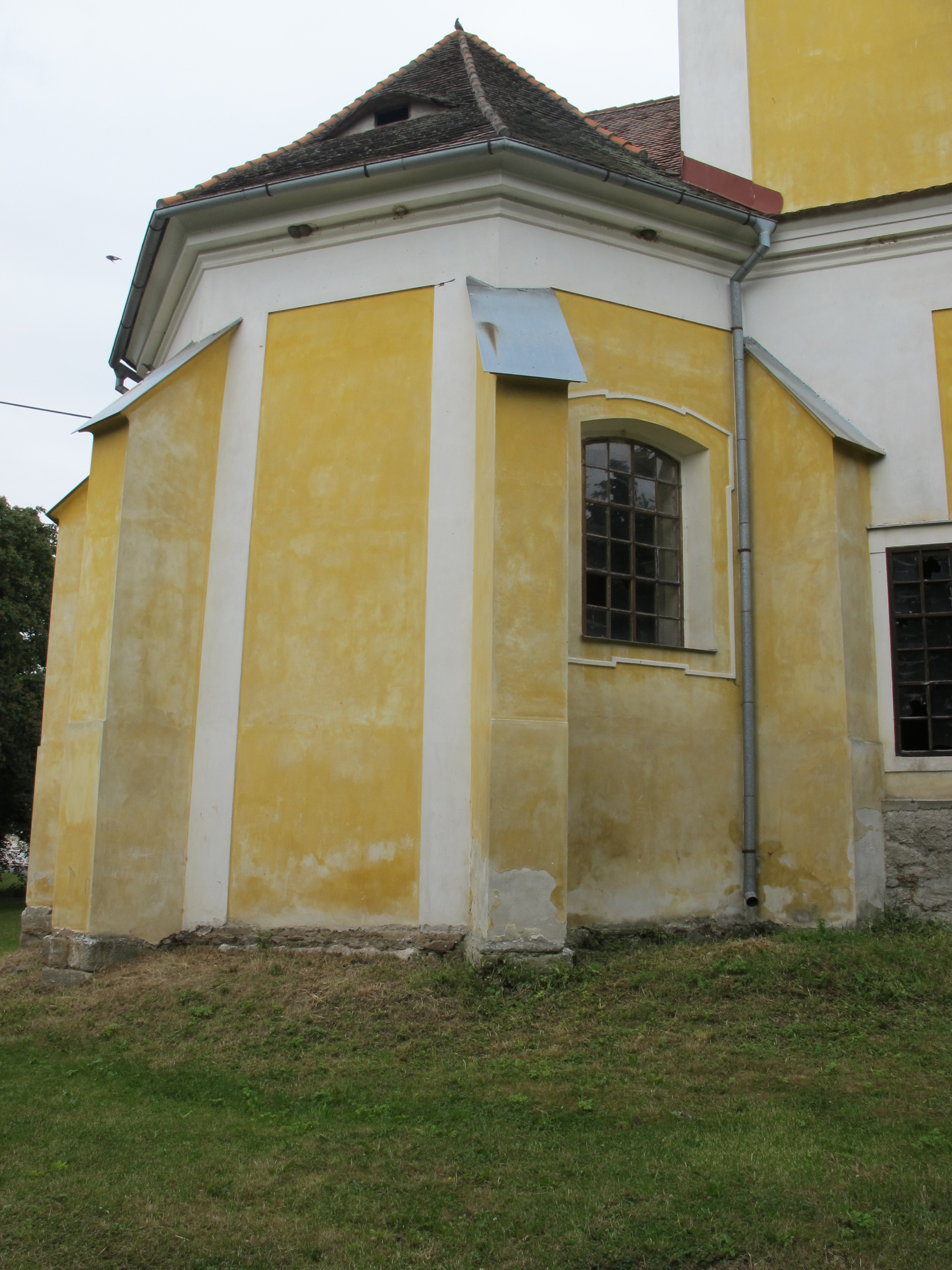
Presbytář
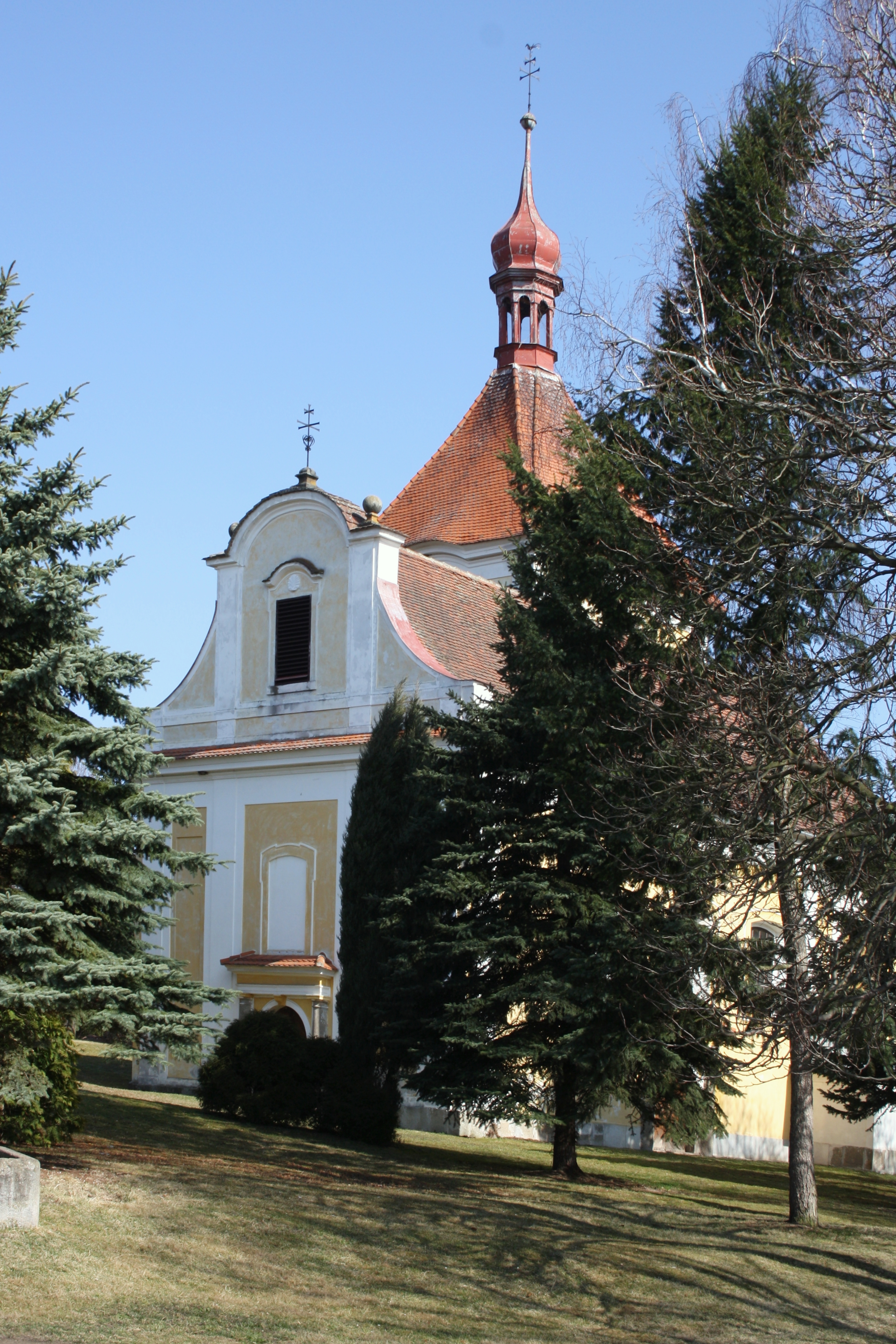
Kostel od jihozápadu